# Тикси (аэропорт)
Тикси — аэропорт в Якутии, расположенный в Булунском районе в 7 км севернее посёлка Тикси.
На аэродроме базируется Якутское республиканское предприятие «ОАО Авиакомпания „Полярные авиалинии"», а также государственная авиация Минобороны России и ФСБ РФ.
С 16 апреля 2013 года приказом командующего дальней авиацией генерал-лейтенанта Анатолия Жихарева аэродром Тикси открыт для приёма и выпуска самолётов государственной авиации Ил-18, Ан-12, Ан-26 и более лёгких, а также вертолётов всех типов. На аэродроме сформирована авиационная комендатура. В целях обеспечения возобновления приёма и выпуска аэродромом Тикси самолётов гражданской авиации специалисты ФГУП «Госкорпорация по ОрВД» проводят установку и сертификацию необходимого оборудования, доставленного на аэродром в августе 2012 года.

## История
В советский период использовался в качестве оперативного аэродрома и аэродрома рассредоточения стратегической авиации, в составе Оперативной группы в Арктике (ОГА) 37-й воздушной армии Верховного Главного командования. На постоянной основе базировалась 24-я отдельная транспортная авиационная эскадрилья.
Помимо основного аэродрома в 1970—1980-х годах в зимнее время (начиная с момента образования устойчивого снежного покрытия, то есть начала октября) силами «тундровой роты» (из состава Тиксинского ОБАТО ОГА) производилась укатка запасного снежного «тундрового» аэродрома «Тикси-Западный». К декабрю эта взлётно-посадочная полоса могла принимать стратегические бомбардировщики — ЗМ (КБ Мясищева), Ту-95 и т. п.
ВПП с искусственным покрытием построена в 1958 году. В 1964 году построены дополнительные рулёжные дорожки, в 1975 году проведено расширение. В 1986—1995 годах была проведена реконструкция аэродрома, значительно затянувшаяся в результате недофинансирования. Аэродром «Тикси» был способен принимать большинство типов воздушных судов (с максимальным взлётным весом до 260 т). Длина ВПП 3000 м, ширина 60 метров, покрытие железобетонное, толщиной 24-44 см, армированное армокаркасами с ячейками 30*30 см. Размеры монолитных железобетонных плит основного покрытия 7*7 метров.
В 2005 принято решение о проведении капитального ремонта покрытия аэродрома; в 2007 году объявлен конкурс на проведение ремонта. Однако работы так и не были начаты.
С 1 октября 2012 года аэродром Тикси был закрыт для приёма и выпуска самолётов. В связи с приостановкой полетов в аэропорту Тикси были выключены средства аэронавигации и системы захода на посадку. Прекращено выполнение авиарейсов Москва — Тикси — Москва, которые производились 1 раз в 3 недели на самолёте Boeing 737. ОАО «Полярные авиалинии» организовал стыковочные рейсы из аэропорта Якутск на самолёте Ан-24 в аэропорт поселка Усть-Куйга, далее пассажиры доставляются на вертолёте Ми-8 в Тикси.
В апреле 2013 года аэропорт был вновь открыт.
В 2016 году здание аэровокзала было реконструировано. Работы по полной реконструкции взлетно посадочной полосы планируется завершить к 2018 году.

## Принимаемые типыВС
Ан-12, Ан-74, Ил-76, Ту-134, Ту-154, Як-40, Як-42, Boeing 737, Bombardier Dash 8, Sukhoi Superjet 100 и другие типы ВС 3-4 кл., вертолёты всех типов. Классификационное число ВПП (PCN) 37/R/B/W/T (50/R/B/W/T — зимой).

## Показатели деятельности
| год             | 2014 | 2015 | 2016 | 2017 | 2018 | 2019 | 2020 | 2021 |
| тыс. пассажиров | 19,0 | 17,6 | 18,5 | 17,2 | 17,2 | 17,7 | 15,5 | 18,9 |
| Источники:      |      |      |      |      |      |      |      |      |

## Происшествия

### Авария Ил-18 19 декабря 2016 года
19 декабря 2016 года около 11:45 по местному времени (04:45 по московскому времени, 01:45 UTC) при заходе на посадку самолёт Ил-18 Министерства обороны РФ пропал с экрана локатора. Поднятый по тревоге вертолет Ми-8 на расстоянии около 30 км от аэродрома Тикси обнаружил разрушенный самолёт на вершине сопки в 12:50 местного времени. Метеоусловия в Тикси за 03:00 UTC: ветер западный 6 м/с, видимость 20 км, позёмок, облачность сплошная верхняя (высота нижней границы более 6000 м), температура воздуха -23.6°С, относительная влажность 83%.
Все находившиеся на его борту пассажиры и члены экипажа были живы, пострадавших доставили в медицинские учреждения.

## Статьи
- Сергей Доля. Ааэропорт Тикси. ЖЖ (12 апреля 2016). Дата обращения: 9 сентября 2016.